# DN7A
DN7A este un drum național din România, care leagă orașul Brezoi de Petroșani. Drumul urcă pe râul Lotru printre Munții Lotrului și Munții Căpățânii, ocolind Lacul Vidra și trecând în bazinul hidrografic al Jiului de Est prin pasul Groapa Seacă (1.575 m). Drumul continuă printre Munții Parâng și Munții Șureanu prin aproprierea orașului Petrila și se termină în DN66 la Petroșani.